# Будапештский весенний фестиваль

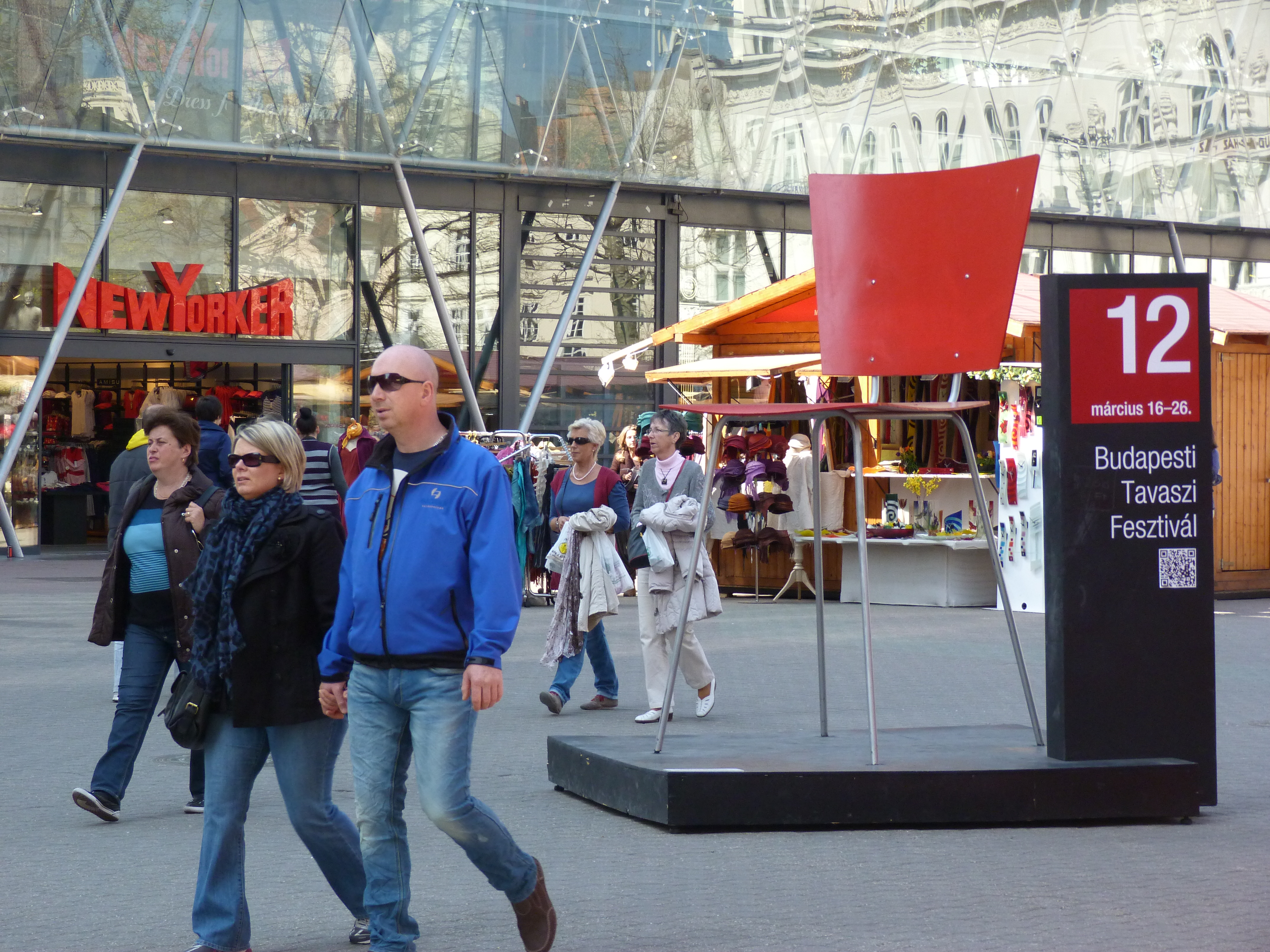
Площадь Вёрёшмарти во время Будапештского весеннего фестиваля. 2012

Будапештский весенний фестиваль (венг. Budapesti Tavaszi Fesztivál) — крупнейший в Венгрии фестиваль культуры. Проводится в Будапеште с 1981 года, а после политических перемен 1989 года стал самым представительным смотром венгерских деятелей культуры.
Инициатором масштабного культурного фестиваля в столице выступила туристическая отрасль Венгрии, которая в начале 1980-х годов стремилась заполнить туристами недавно построенные современные отели и привлечь в страну некогда эмигрировавших соотечественников — деятелей культуры. Будапештский весенний фестиваль проходит в конце марта на 50-60 площадках города, фестивальная программа включает около 200 мероприятий. На афишах Будапештского весеннего фестиваля в разное время можно было увидеть такие знаменитые имена дирижёров, как Николаус Арнонкур, Клаудио Аббадо, Зубин Мета, Пьер Булез, Кшиштоф Пендерецкий, Адам и Иван Фишеры. С сольными программами на Будапештском весеннем фестивале выступали Андраш Шифф, Пепе Ромеро, Сергей Накаряков, Маркус Штокхаузен, Барбара Хендрикс и Ева Мартон. Среди оркестров — участников Будапештского весеннего фестиваля числятся Берлинский симфонический оркестр, Симфонический оркестр Би-би-си, The King's Singers, труппа Штутгартской оперы, московская Школа драматического искусства, Кремлёвский балет, театр Мередит Монк, Golden Gate Quartet, ударный ансамбль «Амадинда».